# روبرت هيرمان فلوك
روبرت هيرمان فلوك (بالإسبانية: Robert Herman Flock؛ بالإنجليزية: Robert Herman Flock) هو كاهن كاثوليكي بوليفي وأمريكي، ولد في 4 نوفمبر 1956 في سبارتا في الولايات المتحدة.